# بيتر-لي فازيل
بيتر-لي فازيل (بالإنجليزية: Peter-Lee Vassell)‏ هو لاعب كرة قدم جامايكي في مركز الوسط، ولد في 15 مارس 1999 في أبرشية سانت جيمس، جامايكا ‏ في جامايكا. شارك مع منتخب جامايكا لكرة القدم. أما مع النوادي، فقد لعب مع فينيكس راسينغ ونادي لوس أنجلوس ونادي هاربور فيو.

## وصلات خارجية
- بيتر-لي فازيل على موقع الدوري الأمريكي (الإنجليزية)
- بيتر-لي فازيل على موقع قاعدة بيانات كرة القدم.إي يو (الإنجليزية)
- بيتر-لي فازيل على موقع ناشيونال فوتبول تيمز (الإنجليزية)
- بيتر-لي فازيل على موقع Soccerway.com (الإنجليزية)
- بيتر-لي فازيل على موقع عالم كرة القدم.نت (الإنجليزية)